# Долбилов, Сергей Алексеевич
Сергей Алексеевич Долбилов (укр. Сергій Олексійович Долбілов; 22 декабря 1965, Киев — 12 января 2023, Тель-Авив) — украинский режиссёр, сценарист и продюсер неигрового кино, телеведущий, режиссёр-постановщик и продюсер спортивных трансляций. Снимал документальные фильмы и сериалы о спортсменах.

## Биография
Родился 22 декабря 1965 года в Киеве. Его отец, Алексей Сергеевич Долбилов (1936—1998), работал в составе руководства завода «Арсенал». Мать, Маргарита Николаевна Долбилова (1938—2019), работала в Центральном конструкторском бюро этого же завода техническим редактором. Сестра — Нина Виштак (Долбилова).
Еще в студенческие годы, учась в университете им. И. Карпенко-Карого по специальности «Организация, планирование и управление театральным делом», начал карьеру в кинопроизводстве в качестве администратора и директора картины в «Киевнаучфильм».
С 1995 года был режиссёром спортивного отдела телеканала ICTV.
В 1995 году Долбилов снял свой первый документальный фильм об украинском баскетболисте, олимпийском чемпионе Александре Волкове.
С 1997 по 2004 год был режиссёром, а после — шеф-редактором спортивной редакции телеканала «1+1». Был автором и режиссёром спортивной программы «Проспорт», которая в 1997 году победила в национальном телеконкурсе «Золотая эра» (укр: «Золота ера») в номинации «Лучшая спортивная программа». Работая на 1+1, был членом Евразийской телеакадемии.
В 2001 году Долбилов в сотрудничестве с телеканалом 1+1 представил 12-эпизодный сериал «Игра в „Динамо“» (укр. Гра в "Динамо") про историю команды[какой?] от 1961 года и до современности.
В 2003 году Долбилов получил премию «Телетриумф» в номинации «Сценарист» за документальный фильм о братьях Кличко «Братья по крови» (укр. Брати по крові), в 2004 году — как режиссёр за документальный фильм «Шевченко. Соло для Андрея» о карьере футболиста Андрея Шевченко. С 2004 по 2009 год был креативным директором спортивного телеканала «Мегаспорт».
В 2012 году стал обладателем премии «Телетриумф» в номинации «Режиссёр/постановщик (режиссёрская группа) телевизионного документального фильма» за ленту «Остров везения» (укр. Острів везіння) производства телеканала «Интер» об истории национальной футбольной сборной Украины.
С 2010 по 2018 год был руководителем редакции спортивных и документальных проектов телеканала «Интер». Был автором и режиссёром программы «Большой бокс» (укр. Великий бокс). В 2012 и 2013 годах программа получила премию украинской телеакадемии «Телетриумф» в номинации «Спортивная программа».
В 2014 году выпустил документальный фильм «Мой квартал» (укр. Мій квартал) о студии «95-й квартал» и её лидере Владимире Зеленском.
С 2019 по 2022 год был автором и ведущим интернет-подкаста «Бокс-офис».
В конце 2021 года у Долбилова было диагностировано онкологическое заболевание. Курс лечения проходил в Израиле. Скончался 12 января 2023 года в госпитале Ихилов в Тель-Авиве, Израиль.

## Избранная фильмография
- 1995 — «Чеховский сад Юрия Любимова».
- 1996 — «Апрель. Таганка. Достоевский».
- 1997 — «Под жарким солнцем оперы».
- Также Сергей Долбилов был продюсером поездки в Берлин, где творческий коллектив снимал репетиции спектакля «Горе от ума» (1995 г.), где Ю. Любимов играл роль Фамусова, а также премьеру спектакля Театра на Таганке «Братья Карамазовы» (1997 г.)
- 2000 — документальный фильм «Дело банкира» про Бориса Фельдмана и разгром банка «Славянский». Вторая часть фильма вышла в 2003 году, где Сергей выступил также и соавтором сценария.
- 2000 — «Братья Кличко. Победный удар» (укр. Брати Клички. Переможний удар), 9 серий. Главный приз Евразийского телефорума в номинации «Лучшая спортивная программа».
- 2000 — «От надежды к надежде»[16].
- 2001 — «Игра в „Динамо“»,12 серий. Гран-при Евразийского телефорума.
- 2001 — «Шестнадцатый». Главный приз фестиваля спортивного кино в Красногорске.
- 2002 — «Украина — чемпион». Фильм озвучил Владимир Зеленский, тогда — 24-летний актер команды КВН «95-й квартал».
- 2003 — «Братья по крови» (укр. Брати по крові) (телеканал «1+1»). Премия украинской телеакадемии «Телетриумф» в номинации «Сценарист»[17].
- 2004 — «Властелины колец» (укр. Володарі кілець) (телеканал «1+1»)[11].
- 2004 — «Шевченко. Соло для Андрея» (телеканал «1+1»). Премия украинской телеакадемии «Телетриумф» в номинации «Документальный фильм/цикл»[5].
- 2005 — «Виталий Кличко. Время и место» (укр. Віталій Кличко. Час і місце) (телеканал «1+1»)[18].
- 2006 — «Город Ангелов. Закат-восход». Почетный приз Миланского фестиваля спортивного кино.
- 2008 — «Однакоманда.su». Главный приз фестиваля спортивного кино в Казани.
- 2008 — «Тарас Шевченко». В рамках телепроекта «Великие украинцы» (укр. Великі українці).
- 2008 — «Валерий Лобановський». В рамках телепроекта «Великие украинцы».
- 2009 — «Владислав Терзыул. Линия жизни». Специальный приз жюри Московского кинофестиваля «Вертикаль» за лучший сценарий.
- 2010 — «Кличко. Свет в окне» (укр. Кличко. Світло у вікні) (телеканал «Интер»)[19].
- 2010 — «Лучший футболист Европы»[11].
- 2011 — «Сваты. Жизнь без грима» (мини-сериал) (телеканал «Интер»). Премия украинской телеакадемии «Телетриумф» в номинации «Документальный фильм/цикл»[20].
- 2012 — «Остров везения» (укр. Остров везіння) (телеканал «Интер»). Премия украинской телеакадемии «Телетриумф» в номинации «Режиссер-постановщик документального фильма»[8].
- 2012 — «Быть безупречным».
- 2014 — «Формула Чемпиона»[21].
- 2014 — «Мой квартал» (укр. Мій квартал).
- 2016 — «Lomus. История одного рекорда». Почетный приз Миланского фестиваля спортивного кино[22].
- 2018 — «Team Loma». Почетный приз Миланского фестиваля спортивного кино.
- 2018 — «Usyk. The Undisputed Champion».
- 2019 — «Папаченко». Почетный приз Миланского фестиваля спортивного кино[23].
- 2022 — «Usyk. Next fight». Почетный приз Миланского фестиваля спортивного кино.

## Личная жизнь
Супруга — Серафима Панченко, звукорежиссер, с которой познакомился на Киевнаучфильме, а после распада СССР работал вместе с ней на телевидении.
Сын — Панченко Владимир, основатель и владелец платформы для торговли игровыми предметами и технологии построения метавселенных DMarket, а также компаний Skins.Cash и Suntechsoft.